# Pampa del Infierno
Pampa del Infierno è un comune dell'Argentina situato nel dipartimento di Almirante Brown, in provincia di Chaco.